# Gare centrale de Norrköping
La gare centrale de Norrköping (suédois: Norrköpings Centralstation) est une gare ferroviaire suédoise à Norrköping.

## Histoire
Projet de l'architecte Adolf Wilhelm Edelswärd, il s'inspire des gares allemandes. Le bâtiment a le caractère de style néo-Renaissance. Dans les années 1900 la gare a été allongée sur les côtés courts, notamment pour accueillir un nouveau restaurant de chemin de fer. La gare est construite en pierre avec deux étages. Vers 1906, elle avait quatre voies. 
Le bâtiment de la gare a été inaugurée avec section de la voie de Katrineholm-Norrkoping le 2 juillet 1866. La gare subit une expansion peu après avec une salle d'attente plus grande.
La gare est déclarée « historiquement importante » en 2001 par Jernhusen. Elle sera bientôt remplacée par une nouvelle gare sur la ligne de l'Est ; son futur étant encore incertain en 2015.
En 2013, la gare sert environ 6 000 passagers par jour.